# Eva Giganti
Eva Giganti (San Cataldo, 29 de mayo de 1976) es una deportista italiana que compitió en halterofilia.
Ganó una medalla de plata en el Campeonato Europeo de Halterofilia de 2000, en la categoría de 48 kg. Participó en los Juegos Olímpicos de Sídney 2000, ocupando el séptimo lugar en la misma categoría.

## Palmarés internacional
| Campeonato Europeo | Campeonato Europeo | Campeonato Europeo | Campeonato Europeo |
| Año                | Lugar              | Medalla            | Categoría          |
| ------------------ | ------------------ | ------------------ | ------------------ |
| 2000               | Sofía (Bulgaria)   | Medalla de plata   | 48 kg              |